# La Mirada
La Mirada ist eine Stadt im US-Bundesstaat Kalifornien, Vereinigte Staaten. Das U.S. Census Bureau hat bei der Volkszählung 2020 eine Einwohnerzahl von 48.008 ermittelt.

## Geschichte
Die Geschichte von La Mirada beginnt im Jahr 1888, als Andrew McNally und Edwin Neff 8,9 km² Land südlich von Los Angeles für $200.000 erwerben, um Olivenbäume dort anzupflanzen. Olivenöl erlangte eine so große Popularität, dass sich eine Siedlung mit Arbeitern bildete, die auch ans Eisenbahnnetz angeschlossen war.
Namensgebend für den Ort war die 1896 von McNally und Neff gegründete La Mirada Land Company. Im Jahr 1946 hatte der inmitten von Olivenplantagen befindliche Ort 213 Einwohner.
1953 wurde der Boden, auf dem sich die Siedlung befand, für 5,2 Millionen US-Dollar an den Staat Kalifornien verkauft. Als er am 23. März 1960 unter dem Namen Mirada Hills die Stadtrechte erhielt, war die Einwohnerzahl auf über 8000 angestiegen. Am 8. November 1960 wurde der Namen aufgrund einer Volksabstimmung in La Mirada geändert; der Namenswechsel wurde am 15. Dezember 1960 vollzogen.

## Bildung
La Mirada ist Hauptsitz der privaten christlichen Biola University, die aus dem 1908 von Evangelikalen gegründeten Bibel Institut of Los Angeles entstanden ist. Sie verfügt heute neben einer Theologischen Fakultät über Ausbildungsbereiche in Betriebswirtschaft, Psychologie, Pädagogik und Interkulturelle Studien. 2015 hatte die Universität 475 akademische Mitarbeitende, 4011 Studierende und 1308 Nachdiplomstudierende.

## Söhne und Töchter der Stadt
- Gary Allan (* 1967), Country-Sänger
- Chase De Leo (* 1995), Eishockeyspieler
- Janine Lindemulder (* 1968), Schauspielerin
- Robbie Rist (* 1964), Schauspieler und Synchronsprecher
- Derrick Williams (* 1991), Basketballspieler
- Matt Willig (* 1969), Schauspieler
- Eric Winter (* 1976), Schauspieler